# 대한민국 형법 제72조
대한민국 형법 제72조는 가석방의 요건에 대한 형법총칙의 조문이다.

## 조문
제72조(가석방의 요건) ① 징역 또는 금고의 집행 중에 있는 자가 그 행상이 양호하여 개전의 정이 현저한 때에는 무기에 있어서는 20년, 유기에 있어서는 형기의 3분의 1을 경과한 후 행정처분으로 가석방을 할 수 있다.  <개정 2010.4.15.>
②전항의 경우에 벌금 또는 과료의 병과가 있는 때에는 그 금액을 완납하여야 한다.

第72條(假釋放의 要件) ① 懲役 또는 禁錮의 執行 中에 있는 者가 그 行狀이 良好하여 改悛의 情이 顯著한 때에는 無期에 있어서는 20년, 有期에 있어서는 刑期의 3分의 1을 經過한 後 行政處分으로 假釋放을 할 수 있다.  <개정 2010.4.15.>
②前項의 境遇에 罰金 또는 科料의 倂科가 있는 때에는 그 金額을 完納하여야 한다.

## 참고 문헌
- 신이철, 형법총론, 경찰승진연구회, 2005. ISBN 9788988777886
- 조현욱, 형법총론강의, 진원사, 2008 ISBN 9788990904621
- 손동권, 형법총론, 栗谷出版社, 2011. ISBN 9788991830936